# Grundtjärnen (Hotagens socken, Jämtland, 709829-140563)
Grundtjärnen är en sjö i Krokoms kommun i Jämtland och ingår i Indalsälvens huvudavrinningsområde.